# Hruška
Hruška település Csehországban, a Prostějovi járásban. Hruška Měrovice nad Hanou, Uhřičice, Pivín, Němčice nad Hanou és Tvorovice településekkel határos. Lakosainak száma 265 fő (2024. január 1.).

## Népesség
A település lakosságának változását az alábbi diagram mutatja:
| Lakosok száma | 409  | 456  | 489  | 414  | 330  | 258  | 255  | 257  | 245  | 265  |
|               | 1869 | 1890 | 1921 | 1950 | 1980 | 2001 | 2017 | 2019 | 2022 | 2024 |